# Orense (Argentine)
Pour les articles homonymes, voir Orense (homonymie).
Orense est une localité argentine située dans le partido de Tres Arroyos, dans la province de Buenos Aires.

## Histoire
À l'origine, la localité était un vaste champ divisé par un ruisseau, que les Amérindiens - ses anciens colons - appelaient Huinca Loo, rebaptisé plus tard ruisseau Cristiano Muerto. Le 1er décembre 1910, la gare d'Orense est fondée sur un terrain donné par Mme Ángela Santamarina de Temes, fille de Ramón Santamarina, originaire de la ville galicienne d'Orense. Le 19 décembre 1913, une note d'Agustín Lizardi est soumise au ministère des Travaux publics « informant de son désir de fonder une ville et une colonie qui s'appellerait Orense »,.

## Démographie
La localité compte 2 063 habitants (Indec, 2010), ce qui représente un déclin de 5 % par rapport au recensement précédent de 2001 qui comptait 2 176 habitants.

## Religion
| Diocèse  | Bahía Blanca           |
| -------- | ---------------------- |
| Paroisse | San Marcos Evangelista |